# Poua del Molí del Bosc
La Poua del Molí del Bosc, també coneguda com a Poua de la Vileta, és una poua, o pou de glaç, del terme municipal de Castellcir, al Moianès.
Està situada a la part meridional del terme de Castellcir, a tocar de la masia de la Vileta, al sud-est de la Casa Nova de la Vileta i a prop del Molí del Bosc i del Tenes. És al nord del Molí Nou i del Molí del Mig, just al sud del Molí del Bosc, en un petit turó que dissimula la poua. Es troba a l'esquerra de la Riera de Castellcir, a llevant de la Font del Molí.
La poua ha perdut la volta, però conserva quasi sencer tot el dipòsit, en forma de pou. El mur de contenció està reforçat amb paret seca i conserva les restes d'una de les obertures.
Entre els segles XVII i XX, es feia glaç aprofitant les obagues i l'aigua de les rieres, entre elles la de Castellcir, per vendre'l a Castellterçol, Moià i Barcelona. El transport es feia a la nit en carruatges de tir animal.

## Etimologia
La poua rep aquest nom del molí a prop del qual es troba, el Molí del Bosc.